# U-matic
Pour les articles homonymes, voir BVU.
 (mars 2020).
Si vous disposez d'ouvrages ou d'articles de référence ou si vous connaissez des sites web de qualité traitant du thème abordé ici, merci de compléter l'article en donnant les références utiles à sa vérifiabilité et en les liant à la section « Notes et références ».

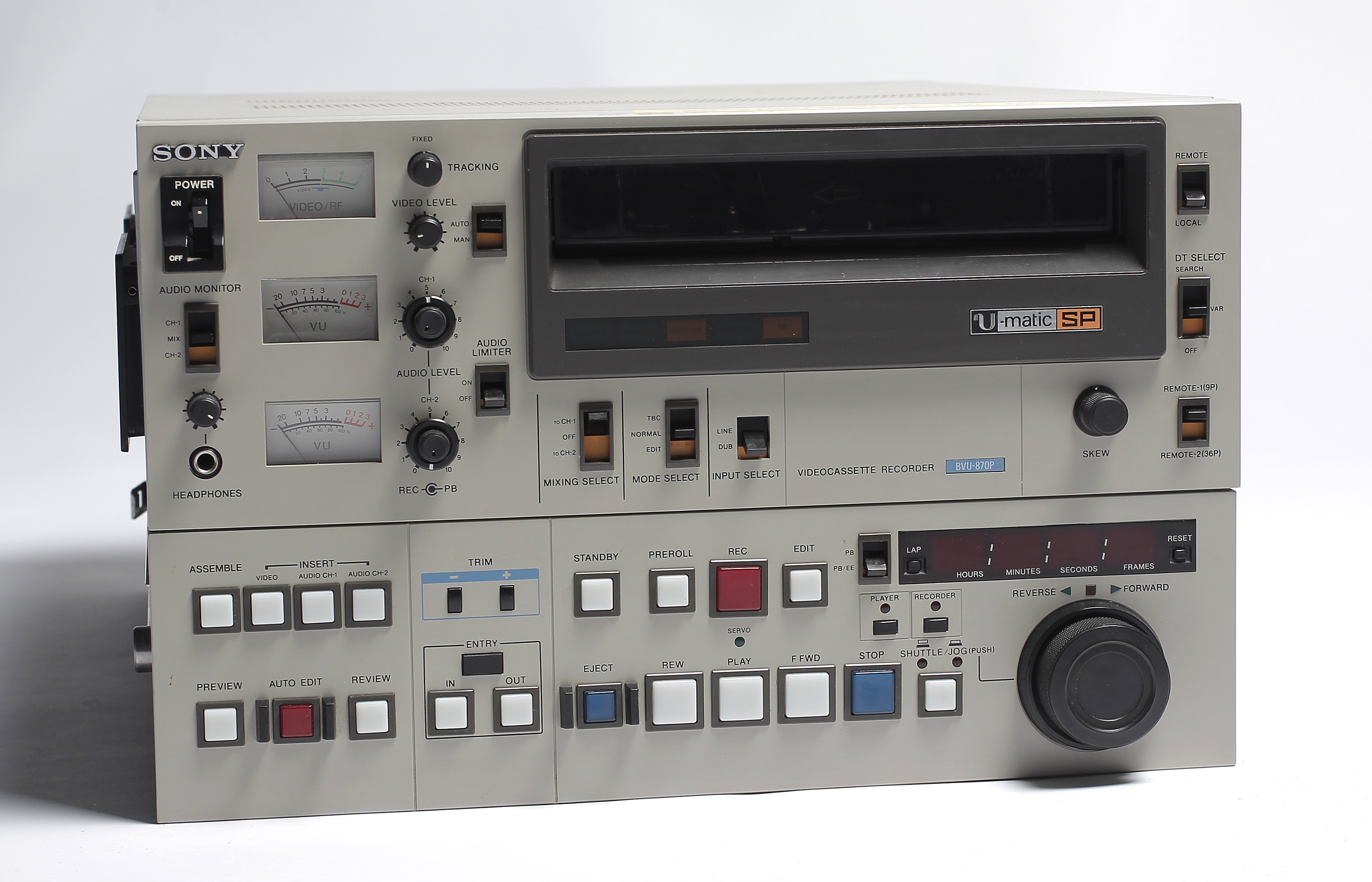
Magnétoscope Sony U-matic SP

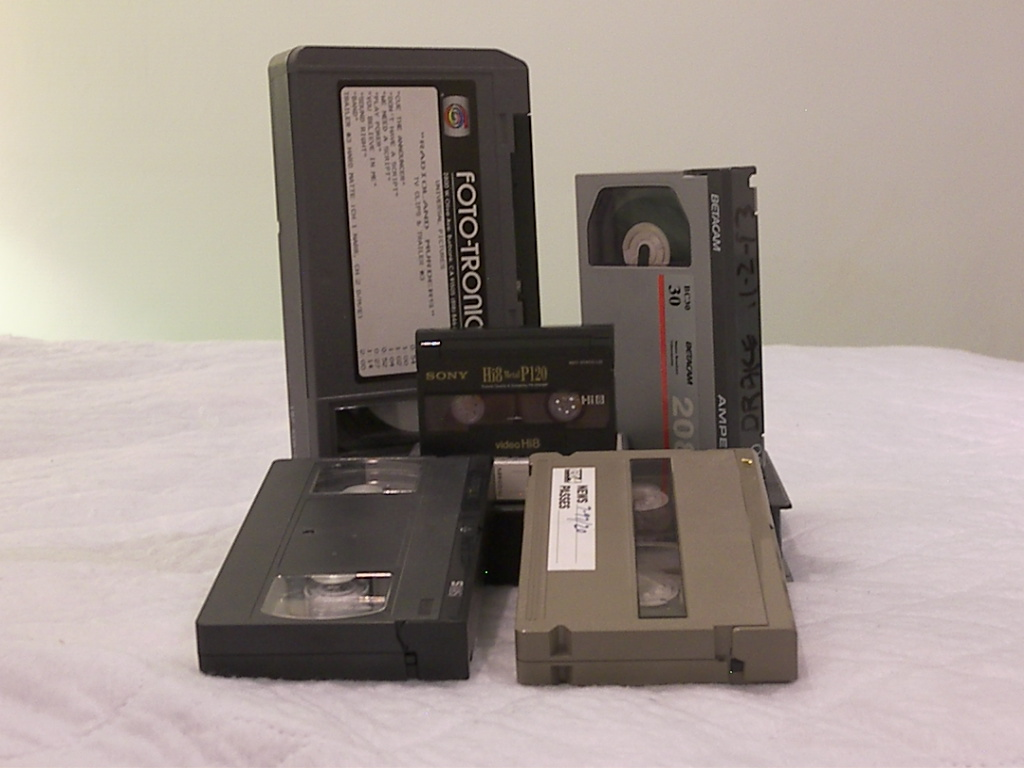
U-matic (en haut à gauche) comparé au format Video8 (au centre), à la bande Betacam (en haut à droite), au format VHS (devant, à gauche) et au format D9 (video) (devant, à droite)

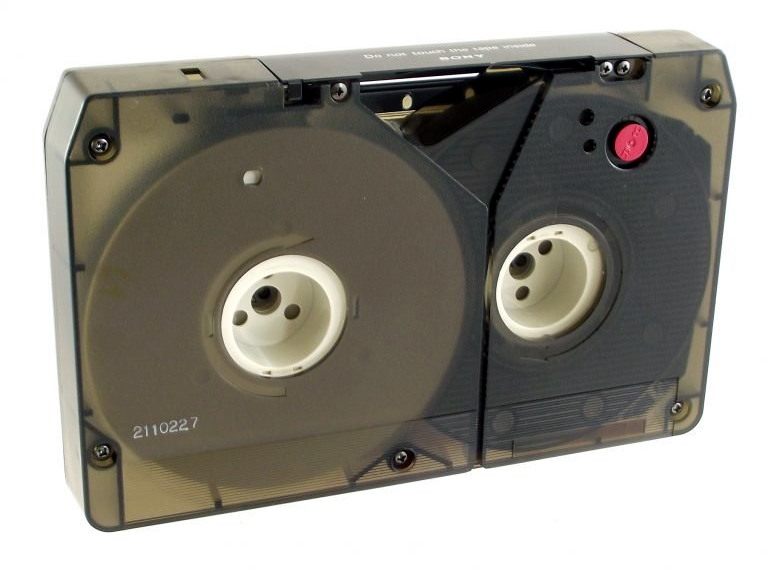
Vidéocassette de type U-matic, grand format

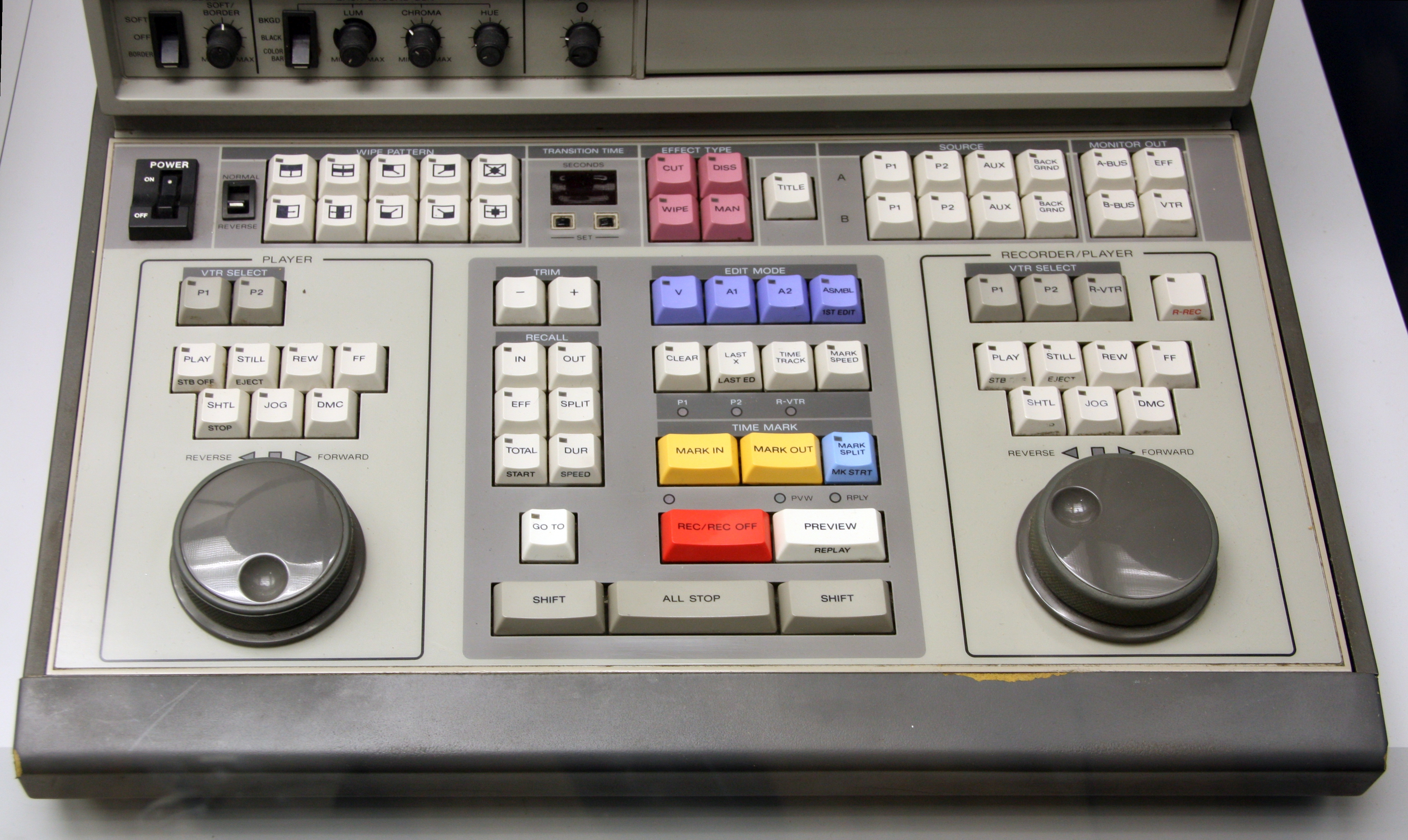
Console de montage Sony BVE-600 permettant de piloter deux magnétoscopes U-Matic synchronisés ensemble. Cette configuration est utilisée notamment par le secteur de la vidéo institutionnelle.

U-matic est l'un des premiers formats d'enregistrement vidéo analogique sur cassette à bande magnétique à être commercialisé sur le plan international. En 1969, l'industriel japonais Sony présente aux médias un premier prototype de magnétoscope et de vidéocassettes à ce format puis lance sa commercialisation à partir de 1971.
Exploité notamment par les entreprises et le secteur institutionnel, ce format n'est toutefois pas adopté systématiquement par les chaînes de télévision en raison des limites de ses caractéristiques et performances techniques.
Ce format connaît ultérieurement deux déclinaisons principales : le système BVU ou Broadcast Video Umatic introduit en 1978 pour résoudre ces limites techniques et le BVU SP introduit en 1988 qui améliore encore ses performances et sa définition ligne. Ces améliorations portent sur le traitement du signal vidéo et audio par certains dispositifs électroniques et par l'augmentation de la vitesse d'enregistrement, notamment.

## Histoire
À partir de 1952, notamment aux États-Unis avec la société Ampex, les premiers magnétoscopes à bande magnétique professionnels sont élaborés puis commercialisés quelques années plus tard. Au début des années 1960, ces appareils sont considérablement améliorés mais le format de la bande magnétique (format de 2 pouces puis de 1 pouce), la dimension des appareils, la complexité des réglages et surtout le coût extrêmement élevé de cette technologie, restreignent ces solutions aux grandes chaînes de télévision et à quelques sociétés de production fortunées ou de service public.
Il faut attendre le début des années 1960 pour que plusieurs grands fabricants comme Toshiba, Philips et Sony ou quelques marques spécialisées comme Nottingham Electronic Valve Company et son magnétoscope Telcan, s'intéressent au secteur grand public ou au marché dit « institutionnel » des entreprises ou administrations.
Durant les années 1960 à 1980, la bataille industrielle porte notamment sur la largeur de la bande magnétique vidéo : deux pouces, un pouce, un demi-pouce et trois-quarts de pouce. Ce dernier format est largement adopté par le secteur de la télévision puis le grand public puisqu'on le retrouve dans de nombreux supports de cassettes.
En 1970, Matsushita Electric Industrial (Panasonic), JVC, Sony et cinq autres entreprises du secteur de l'électronique signent un accord concernant le futur format normalisé de support vidéo magnétique. La bande de la cassette mesure 19 mm (3/4 de pouce) de large. Ce format devient un standard pour la bande magnétique en vidéo analogique.
Le magnétoscope U-Matic est lancé commercialement en 1971 par la marque Sony.

## Exploitation
Le système U-matic exploite un signal vidéo analogique dit vidéocomposite à 625 lignes éventuellement en couleur au standard PAL (Phase Alternated Line) ou au standard SECAM (Séquentiel à Mémoire) pour l'Europe ou encore à la norme 525 lignes éventuellement au standard couleur NTSC (National Television Sequency Comittee), pour l'Amérique du Nord et l'Asie, principalement. Dans sa version de base, le U-Matic délivre une définition horizontale ne dépassant pas 260 points/ligne.
L'U-matic est utilisé dans la production audiovisuelle, ainsi que dans les domaines du cinéma et de la production musicale, notamment pour le stockage des rushes ou du son numérique. Initialement élaboré comme un équipement grand public, le média n'a séduit que des professionnels ou des institutions en raison de son coût élevé et de la taille imposante du magnétoscope et des cassettes.
L'U-matic permet le reportage autonome en extérieur grâce à une caméra d'épaule reliée à un magnétoscope portable, ce qui offre une certaine liberté de mouvement. Les cassettes U-matic portables (U-matic S) ont des dimensions plus réduites et sont limitées à la durée d'enregistrement de 22 minutes. Les cassettes U-matic de dimension standard autorisent jusqu'à 75 minutes (au format 625 lignes), permettent le montage électronique.
Entre le milieu des années 1970 et le début des années 1980, le format de reportage U-Matic, principalement avec sa version SP, devient la solution de vidéo reportage de référence avant d'être détrôné par le format Betacam en 1982, successeur élaboré également par Sony.